# Centropomus nigrescens
Centropomus nigrescens es una especie de pez del género Centropomus, familia Centropomidae, orden Perciformes. Fue descrita científicamente por Günther en 1864.
Es una especie inofensiva para el ser humano y comercializada en pesquerías.

## Descripción
La longitud total es de 123 centímetros. Puede alcanzar un peso máximo de 26,2 kilogramos.

## Distribución y hábitat
Se distribuye por el Pacífico Oriental: sur de Baja California, México y desembocadura del golfo de California al norte de Colombia. Habita en estuarios, manglares y lagunas.